# クォーターバック

クォーターバックのポジション例

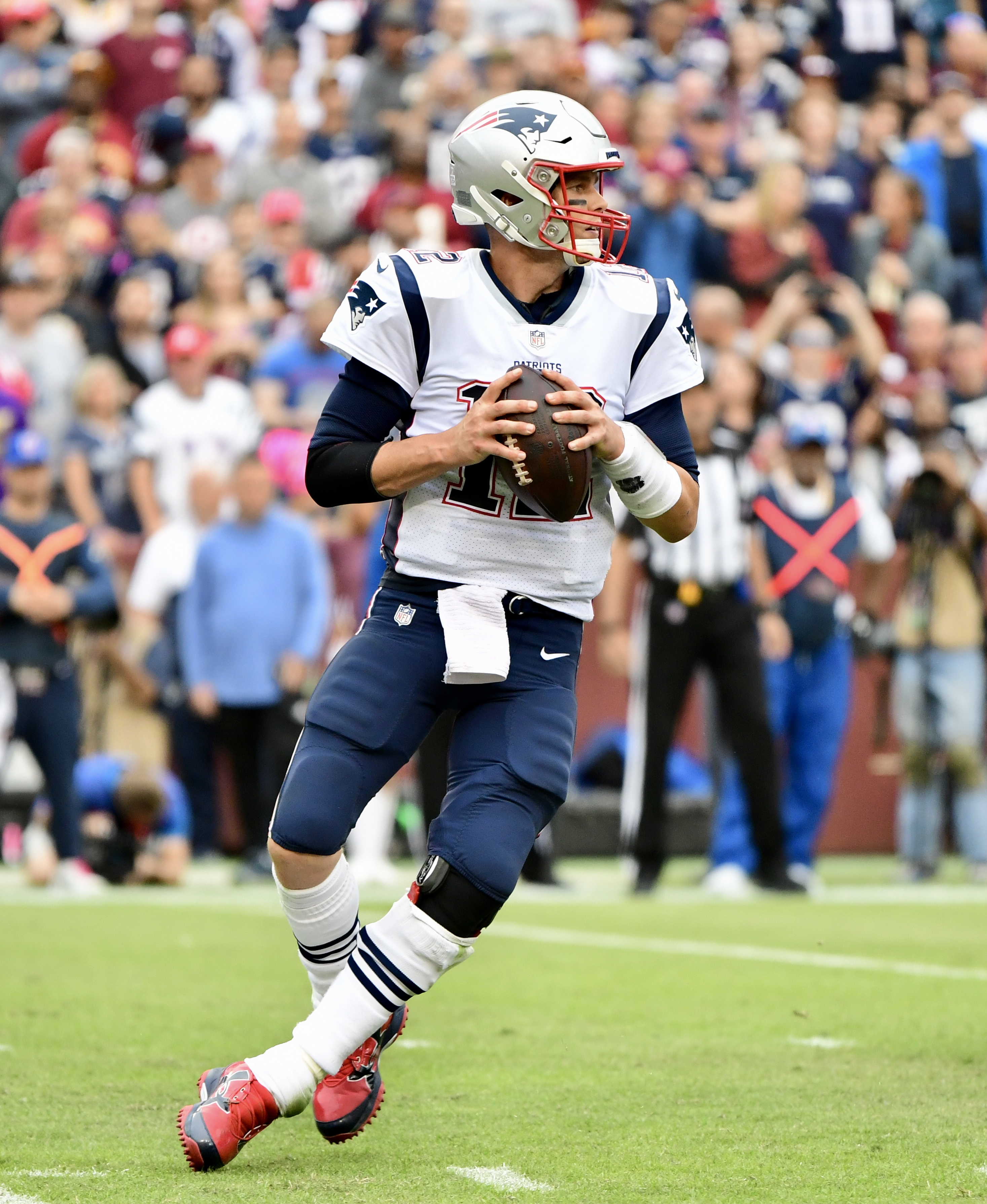
ボールを受け取りワイドレシーバーを探すトム・ブレイディ

クォーターバック （QB ）は、アメリカンフットボール、カナディアンフットボール、アリーナフットボールで、攻撃の選手にプレーを指示する攻撃側のリーダーの役目を負うポジションであり、ほとんどのプレーコールで攻撃の起点となる「司令塔」のポジションである。

## 概要
近代フットボールにおいて、クォーターバックは攻撃のリーダーである。クォーターバックはほとんどのプレーコールでボールに触れ、クォーターバックの出来がチームの結果に大きく左右する。従って、クォーターバックはチームスポーツにおいて、最も栄光と注目が集まるポジションである。各プレーの間にクォーターバックは次のプレー内容を攻撃の選手に伝達し、センターの両足の間からボールを受け取り（スナップという。スナップはセンターが行わなければならないが、「両足の間からボールを渡さなければならない」というルールはない。しかし、両足の間以外から渡される場合は稀である。）、攻撃が開始される。スナップをするタイミングはクォーターバックが発するスナップカウントと呼ばれる号令によって決められるが、クォーターバックは相手の守備の陣形や動きを読み、攻撃開始前に作戦の変更（オーディブル）を味方の選手に伝達することもある。ほとんどのチームにおいて、作戦はサイドラインのコーチが決定するが、クォーターバックへの伝達後はクォーターバックの独自の判断に委ねられ、作戦が相手守備に適合しない場合や試合の残り時間が少なくてサイドラインと作戦のやり取りをする時間がない場合には、クォーターバックによって作戦を決定することになるので、クォーターバックの判断力や戦略の理解力により、チームの攻撃力が大きく左右されることになる。第41回スーパーボウルMVPのペイトン・マニングはこのオーディブルを多用するプレースタイルで知られている。
スナップを受けたクォーターバックは、ランプレーでは、主にランニングバックにハンドオフ（手渡し）やピッチ（後方へのトス）によりボールを渡し、パスプレーにおいては、ワイドレシーバーやタイトエンド等の有資格レシーバーにパスを投げる。また、機動力のあるクォーターバック自身が作戦として行う場合やサックから逃れる場合（スクランブル）、短い距離を稼ぐ場合（クォーターバックスニーク等）などでクォーターバックがボールを持って走ることもある。
左利きのクォーターバックは非常に少ない割合となっている。

## リーダーシップ

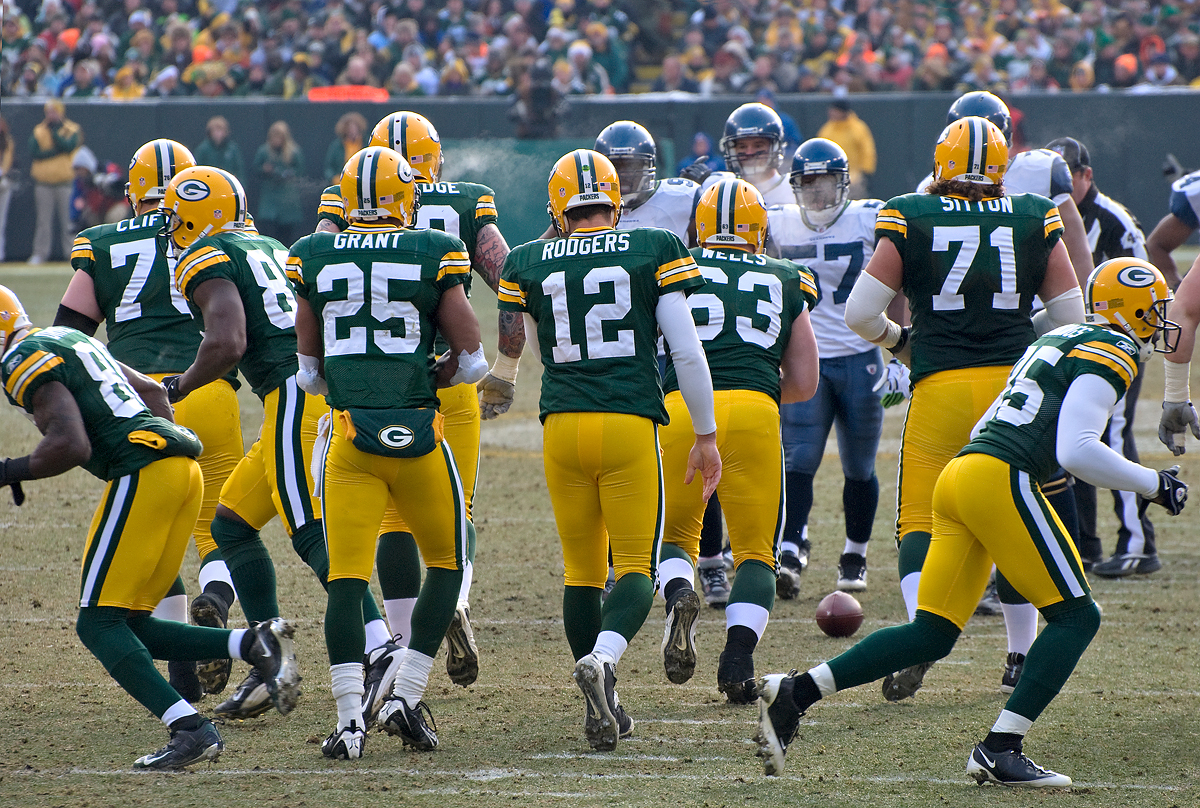
オフェンスメンバーに作戦を伝えてプレーに向かうアーロン・ロジャース（12番）

クォーターバックは、しばしば他のチームスポーツのキャプテンと比較される。2007年からNFLにチームキャプテンが導入される以前は、先発クォーターバックが事実上のチームリーダーであり、フィールド内外でリーダーシップを発揮しチームをまとめる選手であるのが普通だった。チームキャプテンという役割が登場した2007年以降、多くの先発クォーターバックがチームのオフェンスリーダーとしてチームキャプテンの1人を務めている。
クォーターバックの役割について、多くの解説者は、チームスポーツの中で「最も美化され、精査されるポジション」と表現している。「他のスポーツよりもはるかに短いシーズンで、1プレーの重要性が格段に高い中、クォーターバックはほぼすべてのオフェンスプレーでボールに触れる。NFLで一貫して成功を収めた（例えば、短期間に何度もスーパーボウルに出場した）チームのほとんどは、1人の先発クォーターバックを中心に回っていた。いわゆる王朝を築いていた多くのチームは、先発クォーターバックの離脱や引退によって終焉を迎えてきた。

## 他の役割
攻撃の起点以外のクォーターバックの役割としては、プレースキックにおけるホルダーが挙げられ、この場合は控えクォーターバックがこの役割を負う。控えクォーターバックをホルダーに起用するメリットは、フィールドゴールに見せかけて、通常の攻撃を仕掛けるフェイクフィールドゴールにおいて、パスが正確なクォーターバックをホルダーに起用しておくと、プレーの成功率が上げられることにある。しかし、戦略が複雑化した近代フットボールでクォーターバックはキッカー陣に比べて練習量が多いため、最近ではほとんどのチームが控えクォーターバックではなく、パンターをホルダーに起用している。また、2008年にマイアミ・ドルフィンズが採用して、NFLを席巻したワイルドキャット という特殊なフォーメーションでは、クォーターバックの位置にランニングバックがセットし、クォーターバックはワイドレシーバーの位置にセットする場合が多いので、パスのターゲットやランのブロッカーの役割を負うことがある。

## 身体的能力

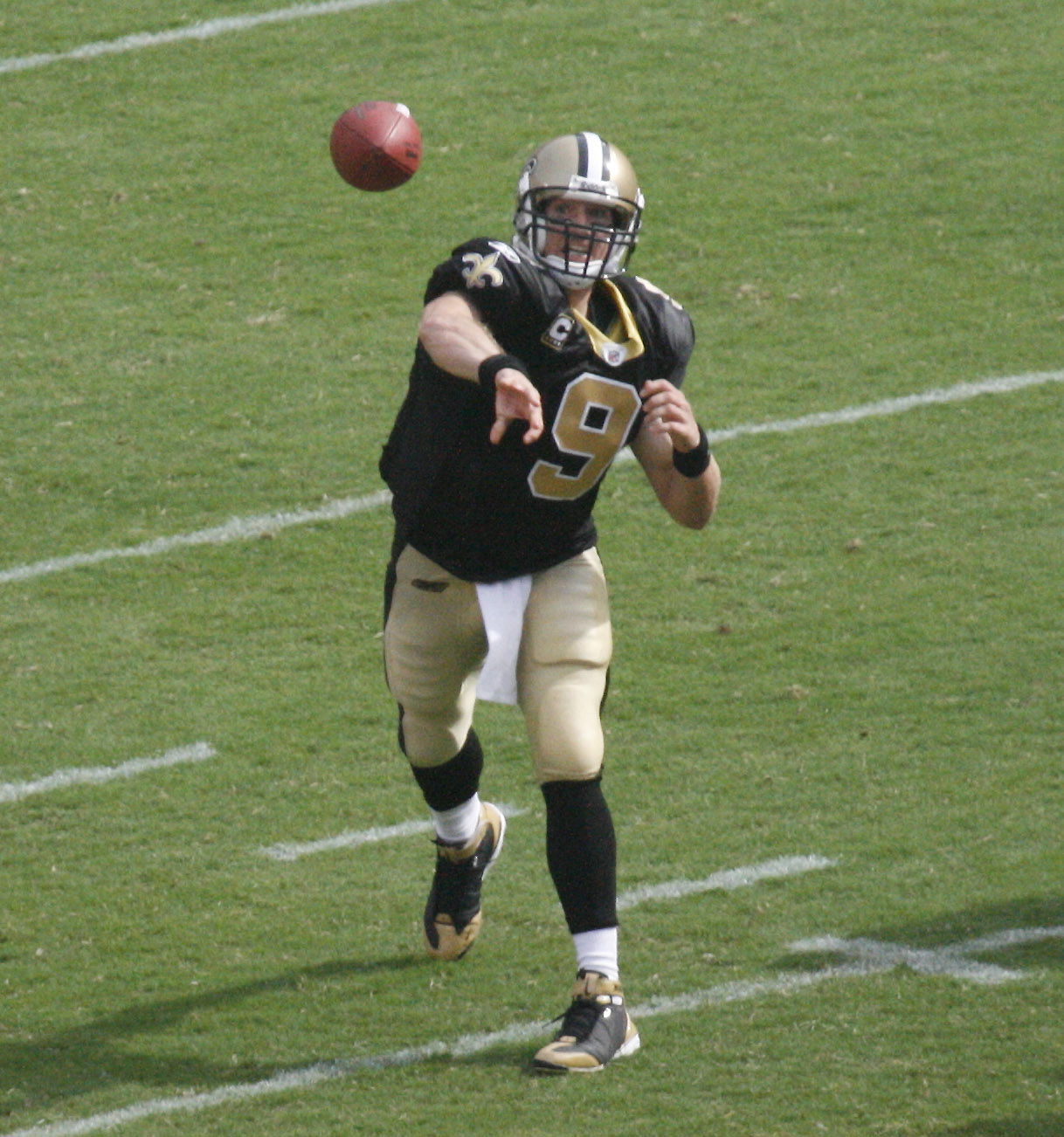
パスを投げるドリュー・ブリーズ

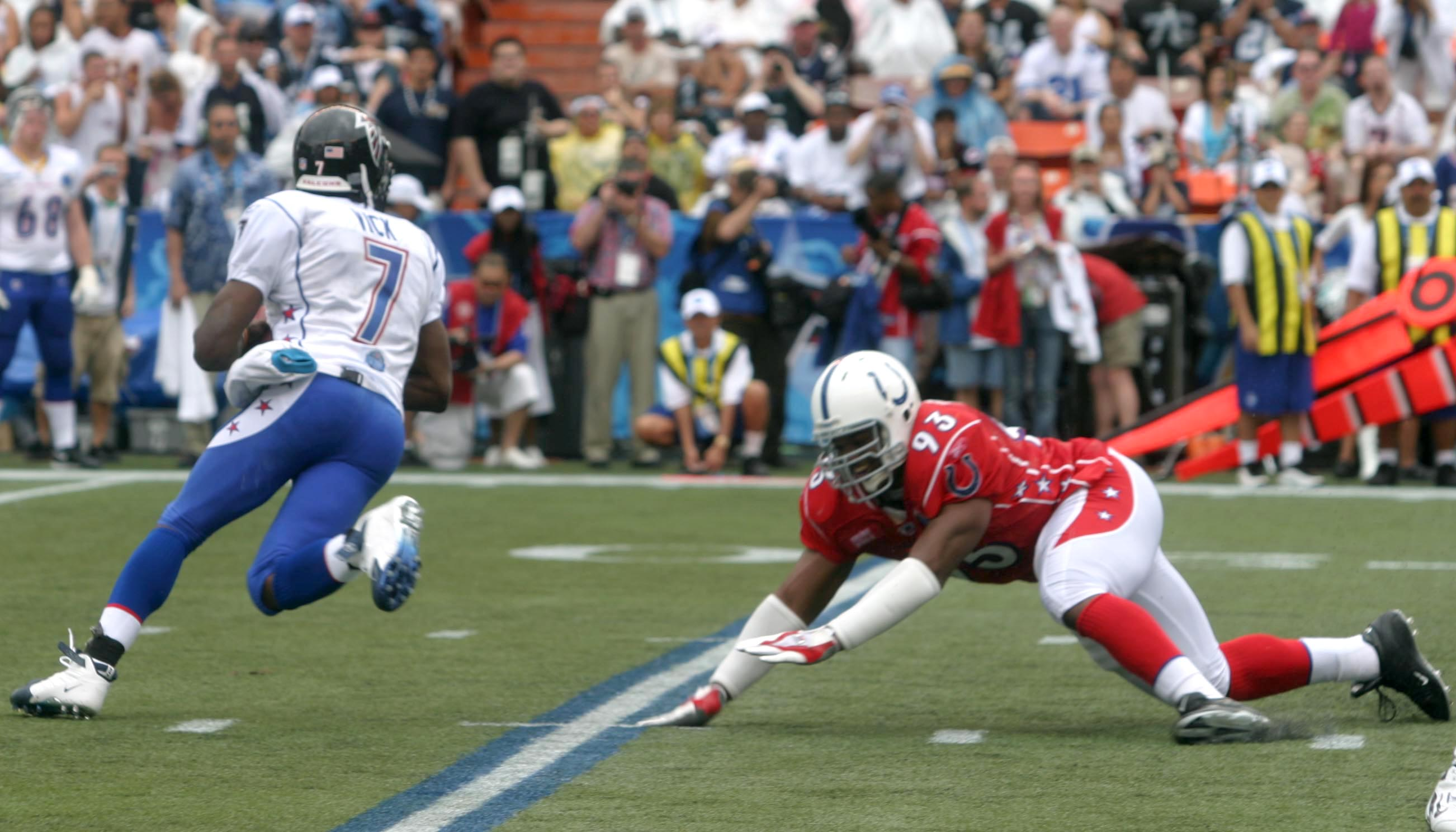
ディフェンス選手をかわすマイケル・ヴィック

クォーターバックはパスを投げることが中心的な役割であるので、肩の強さ、パスの正確性が身体的能力として求められる。パスラッシャーが迫る中、フリーのレシーバーを正確に素早く認識することが求められるので、視野の広さ、空間認識能力も必須である。ディフェンダーのパスラッシュから身をかわすためのステップワークも重要であり、いずれもスーパーボウルを複数回制したジョー・モンタナやトム・ブレイディは、ステップワークにも定評がある。
また、足の速さは必須能力ではないが、クォーターバックの重要な武器となる。近年、ディフェンス選手のスピード化が進み、迫ってくるディフェンス選手から逃れるための機動力が必要であるのみならず、クォーターバックが自らボールを持って走る戦術を採用するチームやヘッドコーチが増加してきており、クォーターバックの機動力の重要性が増す傾向にある。このように自らが積極的にランプレーを行うクォーターバックは一般的に、「モバイルクォーターバック(mobile quarterback)」や「スクランブラー（scrambler）」と呼ばれている。しかし一方で、クォーターバックはチームの命運を左右する重要なポジションであり、どんなチームであろうと簡単に替えが効くものではなく、怪我によりクォーターバックが離脱するとチームに与える影響が多大なものとなる。そのため、クォーターバックの機動力を活かす戦術に慎重なヘッドコーチも多い。
スーパーボウルに複数回出場したジョン・エルウェイやスティーブ・ヤングが機動力のあるクォーターバックの代表的な選手として挙げられる。2000年以降では、ラッセル・ウィルソン、コリン・キャパニック、ロバート・グリフィン3世、キャム・ニュートンなどが機動力のあるクォーターバックとして知られているが、どうしても相手のディフェンス（タックル）に晒されるリスクが増加するため怪我の確率が増え、多くは活躍後に短期間でチームから離れており、機動力を武器としたクォーターバックは短命に終わる傾向がある。
なお、機動力を武器にするクォーターバックをモバイルクォーターバックやスクランブラーと呼ぶのに対して、機動力を武器としないクォーターバックは攻撃ラインが形成するポケットに留まってパスを投げることから、「ポケットパサー(pocket passer)」と呼ばれる。

## ウェストコーストオフェンス

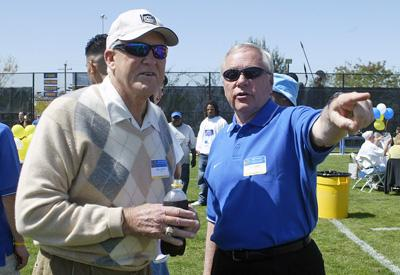
モンタナとともにウェストコーストオフェンスを完成させたビル・ウォルシュ元49ersヘッドコーチ（左）

1980年代、ジョー・モンタナを擁する49ersが新しいオフェンスシステムを採用し、黄金期を築いたことにより、その後、多くのチームが採用した。49ersを中心とした西海岸のチームがこのシステムで好成績を収めたため、「ウェストコーストオフェンス」と呼ばれている。
1970年代までの基本的なオフェンスシステムはランプレーでディフェンスに前を警戒させるようにして、パスプレーでその後ろ側のロングパスを狙うというものであった。このシステムでは、クォーターバックに肩の強さとロングパスの正確性が主に求められた。一方、ウェストコーストオフェンスでは、スナップ後に早いタイミングでマークの空いたレシーバーにショートパスを繰り出すものであり、クォーターバックには肩の強さよりも、相手ディフェンスへの読みや瞬時の判断力が求められる。
従来、ショートパスはインターセプトのリスクに対して、稼げる距離が少ないことから不利な戦術であると考えられていたが、49ers等の成功を受け、現在ではウェストコーストオフェンスを基礎とした様々なオフェンスシステムが開発され、多くのチームで採用されている。そのため、現代のフットボールにおいて、戦術理解や判断力、冷静さといった頭脳的な能力がクォーターバックにとっては重要な能力となっている。

## 83年組

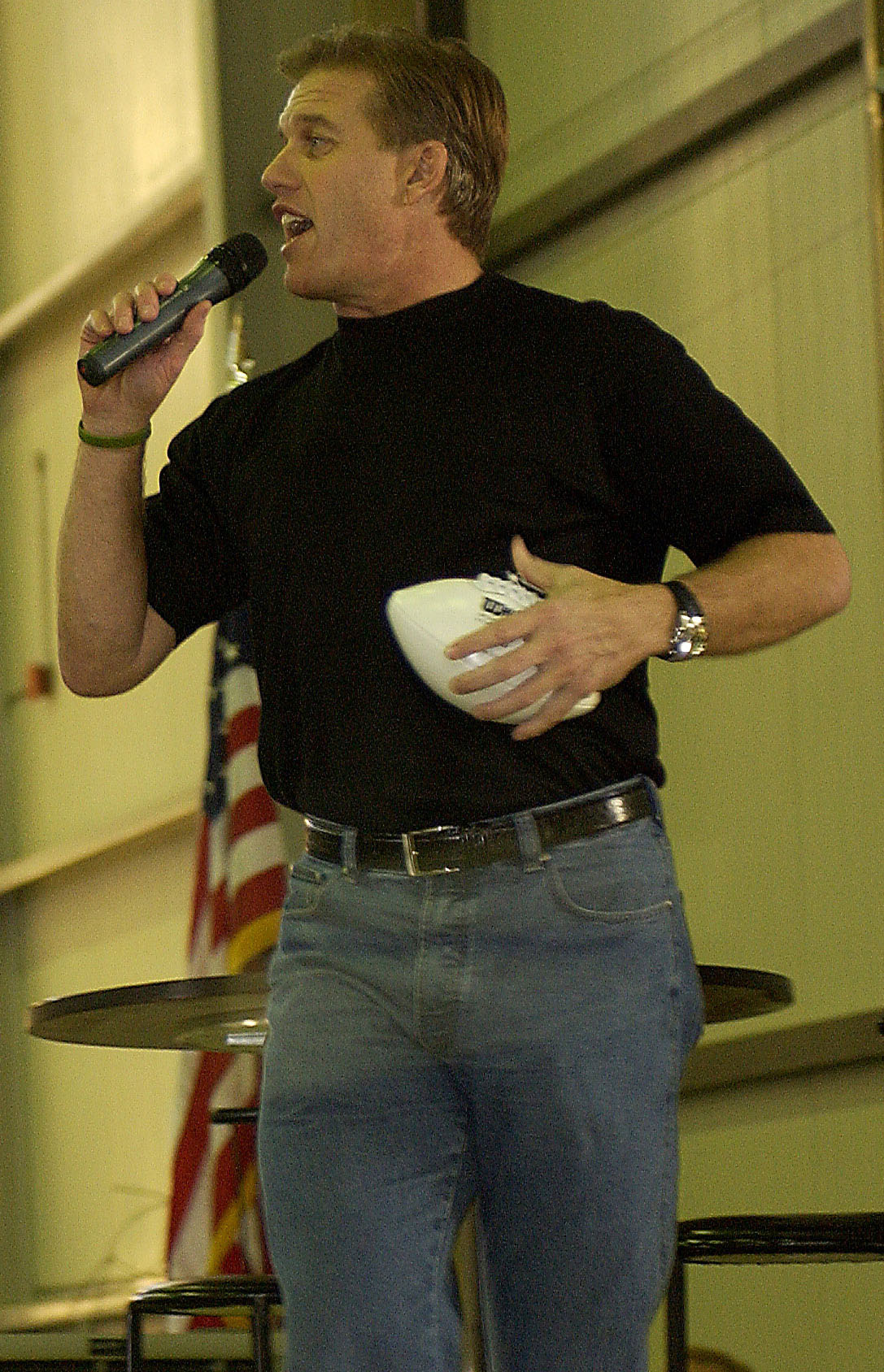
83年組で唯一スーパーボウルを制覇したエルウェイ

1983年のNFLドラフトはクォーターバックの当たり年であり、この年にドラフトされたクォーターバックのことをアメリカでは「Class of '83（83年組）」と呼ばれている。1984年から1993年までの10年間で83年組のクォーターバックは9回スーパーボウルに出場したが、いずれも敗北した。リーグを代表するクォーターバックを多く輩出しながら、なかなかスーパーボウルを制覇できなかったため、「悲運の83年組」と呼ばれるようになった。83年組のクォーターバックが次々と引退する中、1997年、1998年の第32回、第33回スーパーボウルでジョン・エルウェイが83年組として初のスーパーボウル制覇を果たし、史上初の3連覇を期待されつつ、1998年シーズンをもって引退した。
- スーパーボウルに出場した83年組のクォーターバック
  - ジョン・エルウェイ（全体1位指名） - 第21回、第22回、第24回、第32回、第33回出場。第32回、第33回連覇。
  - ジム・ケリー（全体14位指名） - 第25回、第26回、第27回、第28回出場
  - トニー・イースン（英語版）（全体15位指名） - 第20回出場
  - ダン・マリーノ（全体27位指名） - 第19回出場

## 背番号
クォーターバックの背番号は、NFLにおいて、1から19までと規定されている。